# Timboon
Timboon is een plaats in de Australische deelstaat Victoria en telt 1258 inwoners (2006).

## Economie en transport
De belangrijkste bedrijfstakken zijn de melkveehouderij, bosbouw en de kalkwinning.
De spoorlijn van Melbourne naar Port Fairy die door de plaats loopt werd in 1887 geopend, gevolgd door een afsplitsing ter hoogte van Timboon naar Camperdown in 1892. De afsplitsing is sinds 1986 gesloten en het station van Timboon is ook niet meer operationeel.